# Ampelocalamus
Ampelocalamus, biljni rod od 14 vrsta bambusa rasprostranjenih od Himalaja do Tajvana. Smješten je u tribus Arundinarieae. 
Rod je opisan 1981.. Posljednja vrsta ovog roda je A. sinovietnamensis, otkrivewna na granici Kine i Vijetnama i opisana 2021.

## Vrste
1. Ampelocalamus actinotrichus (Merr. & Chun) S.L.Chen T.H.Wen & G.Y.Sheng
2. Ampelocalamus breviligulatus (T.P.Yi) Stapleton & D.Z.Li
3. Ampelocalamus hirsutissimus (W.D.Li & Yuan C.Zhong) Stapleton & D.Z.Li
4. Ampelocalamus luodianensis T.P.Yi & R.S.Wang
5. Ampelocalamus melicoideus (Keng f.) D.Z.Li & Stapleton
6. Ampelocalamus mianningensis (Q.Li & Xin Jiang) D.Z.Li & Stapleton
7. Ampelocalamus microphyllus (Hsueh & T.P.Yi) Hsueh & T.P.Yi
8. Ampelocalamus naibunensis (Hayata) T.H.Wen
9. Ampelocalamus patellaris (Gamble) Stapleton
10. Ampelocalamus saxatilis (Hsueh & T.P.Yi) Hsueh & T.P.Yi
11. Ampelocalamus scandens Hsueh & W.D.Li
12. Ampelocalamus sinovietnamensis Y.H.Tong, Z.G.Xu, J.B.Ni & N.H.Xia
13. Ampelocalamus stoloniformis (S.H.Chen & Zhen Z.Wang) C.H.Zheng, N.H.Xia & Y.F.Deng
14. Ampelocalamus yongshanensis Hsueh & D.Z.Li

## Sinonimi
- Patellocalamus W.T.Lin